# Церковь Божьего Провидения (Слободка)
Церковь Божьего Провидения (бел. Касцёл Божага Провіду) — католический храм в агрогородке Слободка, Беларусь. Относится к Браславскому деканату Витебского диоцеза. Памятник архитектуры в неороманском стиле, построен в 1903—1906 годах. Храм включён в Государственный список историко-культурных ценностей Республики Беларусь. Расположен по адресу: ул. 8 Марта, д. 10.
В некоторых источниках (включая Государственный список историко-культурных ценностей) католический храм в Слободке именуется «Церковь Сердца Иисуса», однако в церковных источниках, включая официальный сайт Католической церкви в Белоруссии приводится титул «Церковь Божьего Провидения».

## История
Церковь Божьего Провидения находится в центре деревни на возвышении, главный фасад обращён к бывшей торговой площади. Храм построен в 1901—1903 годах на месте более старой церкви 1806 года постройки, которая из-за малых размеров уже не удовлетворяла потребностям большого католического прихода.
С 1949 по 1953 год храм Божьего Провидения был закрыт, в нём разместилось зернохранилище, однако верующие сумели добиться возврата церкви. В 1953 году храм был повторно освящён. Орган церкви был повреждён во Вторую мировую войну, отреставрирован только в 1999 году.

## Архитектура
Церковь Божьего Провидения — памятник архитектуры неороманского стиля с элементами неоготики. Храм построен из кирпича, оштукатурен. Представляет собой трёхнефную, двухбашенную базилику с апсидой, трансептом и двумя ризницами. Силуэт главного фасада формируют две высокие, квадратные в плане, пятиярусные башни с острыми шатровыми завершениями. Между башнями расположена фасадная плоскость центрального нефа, которая немного выступает вперёд и завершена двугранным щитом. Стены прорезаны полуциркульными, лучковыми и круглыми оконными проемами с витражами (сохранились частично). Над главным входом и на фасадных плоскостях трансепта расположены большие окна-розы. Все стены расчленены ступенчатыми контрфорсами, которые на боковых фасадах связаны с декоративными аркбутанами. Входы решены в виде однотипных порталов с полуциркульными проемами.
К главному входу ведет широкая каменная лестница.
Художественную ценность представляют железные оковки дверей храма с растительными узорами, выполненные местным кузнецом.